# Apodemus mystacinus
Apodemus mystacinus або Sylvaemus mystacinus (Мишак малоазійський) — вид роду Apodemus (Sylvaemus).

## Середовище проживання
Країни проживання: Грузія, Греція (острови сходу Егейського моря, Крит) Ірак, Ізраїль, Йорданія, Ліван, Палестина, Сербія (Косово, Сербія), Сирія, Туреччина. Зустрічається, принаймні, до 2700 м. Живе в лісі з скелястими виходами і з рідким покривом трав або чагарників. 

## Поведінка
Цей нічний вид харчуються зерном, насінням сосни, жолудями, стручками ріжкового дерева, равликами і комахами. 

## Загрози та охорона
Ніяких серйозних загроз до цього виду нема. Проживає в охоронних територіях.